# 明德王墓地
明德王墓地，位于山东省济南市长清区五峰山街道东马村，是明朝藩王德王的家族墓群。
2006年12月7日，以“明德王墓群”的名称授予山东省文物保护单位。2013年，中国国务院以“明德王墓地”的名称列入第七批全国重点文物保护单位（古墓葬）。